# سيمون ويلسون (دراج)
سيمون ويلسون (بالإنجليزية: Simon Wilson)‏ هو دراج بريطاني، ولد في 1 أغسطس 1980.

## وصلات خارجية
- سيمون ويلسون على موقع أرشيف الدراجات (الإنجليزية)
- سيمون ويلسون على موقع إحصائيات الدراجات الإحترافية (الإنجليزية)